# 24754 Зелліфрі
24754 Зелліфрі (24754 Zellyfry) — астероїд головного поясу, відкритий 31 жовтня 1992 року.
Тіссеранів параметр щодо Юпітера — 3,602.